# Hanapepe
Hanapepe es un lugar designado por el censo ubicado en el condado de Kauai en el estado estadounidense de Hawái. En el año 2000 tenía una población de 2.153 habitantes y una densidad poblacional de 953.6 personas por km².

## Geografía
Hanapepe se encuentra ubicado en las coordenadas 21°54′59″N 159°35′25″O / 21.91639, -159.59028. Según la Oficina del Censo, la localidad tiene un área total de 2,5 km² (1 mi²), de la cual 2,3 km² (0,9 mi²) es tierra y 0,3 km² (0,1 mi²) (10.31%) es agua.

## Demografía
Según la Oficina del Censo en 2000 los ingresos medios por hogar en la localidad eran de $44.112, y los ingresos medios por familia eran $50.750. Los hombres tenían unos ingresos medios de $30.039 frente a los $24.224 para las mujeres. La renta per cápita para la localidad era de $17.043. Alrededor del 5.8% de las familias y del 6.6% de la población estaban por debajo del umbral de pobreza.